# Црвеногрли гуан
Црвеногрли гуан (лат. Pipile cujubi) је врста птице из рода Pipile, породице Cracidae. Живи у Боливији и Бразилу, гдје су јој природна станишта суптропске и тропске влажне низинске шуме. Дуга је око 74 центиметра. У појави подсећа на ћурке, с маленом главом и дугим широким репом. Перје јој је црно, само су глава и део крила бели. Ноге и подбрадак су јој црвенкасте боје.